# حصار صفد (1266)
حصار صفد، وقعت بين 13 يونيو حتى 23 يوليو 1266 بين الصليبيين من بيت المقدس والدولة المملوكية.

## الاستعدادات
من المحتمل أن يكون حامية قلعة صفد وقت السلم 1700 رجل حوالي عام 1260. وشمل ذلك 50 فارسًا من فرسان الهيكل، و 30 شقيقًا رقيبًا، و 50 تركوبلي، بالإضافة إلى 300 من رماة الأقواس و 820 عاملاً وخدمًا و 400 عبد. في زمن الحرب ، كان يجب أن يرتفع هذا العدد إلى 2200. تم تصنيع الأقواس والسهام وآلات الحصار وأسلحة أخرى داخل القلعة.
من المحتمل أن تكون القوات الإضافية البالغ عددها 500 التي تم تحديدها في زمن الحرب من المرتزقة المستأجرين. الحجم الفعلي للحامية في بداية الحصار عام 1266 غير معروف ، لكنه كان بالتأكيد أكبر من 1700 متوقع في وقت السلم. من المعروف أنه لم تصل أي تعزيزات فرسان الهيكل إلى القلعة قبل الحصار، ولكن يبدو أنه كانت هناك قوة من فرسان الإسبتارية.
وكجزء من استراتيجيته ، شن الظاهر بيبرس عدة غارات في جميع أنحاء فلسطين لإلهاء خصومه وإرباكهم بشأن الهدف الرئيسي للحملة ومنعهم من إرسال تعزيزات إلى صفد. قام شخصيا بمضايقة عكا ومحيطها لمدة أسبوع قبل أن يذهب إلى صفد. كما داهمت قواته طرابلس حيث استولت على ثلاثة حصون: صور، حيث أخذوا غنيمة كبيرة من الجمال والماشية والأغنام وكبار السجناء ؛صيدا، ومونتفورت قبل أن يصل جيشهم الكامل إلى صفد.

## الحصار
بدأ حصار صفد في 13 يونيو 1266 (8 رمضان 664 هـ) واستمر ستة أسابيع. شُيِّدت آلات الحصار التي استخدمها بيبرس بالقرب من عكا ودمشق وكان لا بد من نقلها براً بواسطة الجمال. ثبت أن وزنها أكبر من اللازم بالنسبة للإبل، وقد أُجبر الرجال من ذوي الرتب المنخفضة والعالية على المساعدة في نقلها إلى صفد. من بين أنواع المحركات المستخدمة كانت المنجنيقات، ولكن كان لابد من استكمال المحركات بأساليب أخرى.
أمر بيبرس بشن هجوم أولي على الجدران من أجل دفع المدافعين إلى الوراء وإعطاء البنائين الوقت للحفر في قاعدة الجدار والأبراج. ثم أمر بإلقاء حاويات القطران على البوابة وإحراقها. كما تم تقويض الجدران. في تلك الأثناء، تم اختراق لغم مضاد لفرسان الهيكل لسقف منجم المحاصرين، مما أدى إلى وجود اشتباك تحت الأرض. بعدها انسحب فرسان الهيكل تدريجياً إلى داخل القلعة كما تم التغلب على دفاعاتهم الخارجية. وبحسب ابن الفرات ، عرض بيبرس 100 دينار ذهبي لكل من الرجال الذين أزالوا الأحجار العشرة الأولى من سور القلعة.
مع الهجمات المباشرة التي تسببت في خسائر غير مقبولة، تحول بيبرس إلى الحرب النفسية. أمر رجاله بتركيز هجماتهم على فرسان الهيكل فقط. أرسل عروض السلوك الآمن إلى الرقباء والرماة السوريين من أجل زرع عدم الثقة في الحامية. فكان التكتيك ناجحًا. تم إرسال ليو، وهو شقيق مسيحي سوري رقيب وصف بأنه حاكم القلعة، للبحث عن شروط. أخبره بيبرس أنه لن يمنح شروطًا، لكن إذا أقنع ليو فرسان الهيكل بالاستسلام، فسيتم تجنيبه. نتيجة لخيانة ليو، خرج فرسان الهيكل معتقدين خاطئًا أن لديهم سلوكًا آمنًا. وبهذه الطريقة سقطت القلعة بيد بيبرس في 23 يوليو 1266 (18 شوال 664 هـ).

## النتائج
لم يحترم بيبرس السلوك الآمن الذي حث ليو على تقديمه لفرسان الهيكل. وطبقاً لابن عبد الرحيم وسيجفريد من بلهاوزن، فقد أمر بذبح 2000 مسيحي. وتشير مصادر أخرى إلى أن الضحايا 10 فرسان و 27 شقيق رقيب و 767 جنديًا آخر و 4 رهبان فرنسيسكان. وكان هناك 3000 ناجٍ من الحامية. من بينهم فرسان الإسبتارية. كانت مذبحة فرسان المعبد استثناءً ملحوظًا لممارسة بيبرس المعتادة المتمثلة في منح السلوك الآمن لأولئك الذين استسلموا.
بعد الحصار بقي ليو مع بيبرس وأسلم. كان بيبرس قد قام بإصلاح صفد وتحصينها بقواته. وبقي في صفد يشرف على الإصلاحات حتى أواخر يونيو 1267، عندما حصل على سفارة من مجلس سيادة صور. على الرغم من رفض سفارة اللورد فيليب من مونتفورت التي وصلت أثناء الحصار العام السابق، جدد بيبرس الهدنة مع صور لمدة عشر سنوات. وصل مبعوثون من سيادة بيروت أيضًا إلى حصار صفد وتم رفضهم.
في أكتوبر 1266، استطاع البابا كليمنت الرابع أن يذكر سقوط صفد عندما أمر بالوعظ بحملة صليبية جديدة وجمع الأموال ل 500 من رجال الأقواس لإرسالهم إلى الأرض المقدسة بحلول مارس 1267. أصبح الدفاع البطولي لفرسان الهيكل عن صفد أسطوريًا في أوائل القرن الرابع عشر ، عندما تم الاستشهاد به في محاكمة فرسان الهيكل في قبرص.